# Dolichoscyta papuensis
Dolichoscyta papuensis là một loài bướm đêm trong họ Noctuidae.